# Anua amplior
Anua amplior là một loài bướm đêm trong họ Erebidae.